# Жабово (Мазовецьке воєводство)
Жабово (пол. Żabowo) — село в Польщі, у гміні Завідз Серпецького повіту Мазовецького воєводства.
Населення — 262 особи (2011).
У 1975-1998 роках село належало до Плоцького воєводства.

## Демографія
Демографічна структура станом на 31 березня 2011 року:
|          | Загалом | Допрацездатний вік | Працездатний вік | Постпрацездатний вік |
| -------- | ------- | ------------------ | ---------------- | -------------------- |
| Чоловіки | 116     | 24                 | 78               | 14                   |
| Жінки    | 146     | 34                 | 83               | 29                   |
| Разом    | 262     | 58                 | 161              | 43                   |